# Kaluđerovo (Bela Crkva)
Pour les articles homonymes, voir Kaluđerovo.
Kaluđerovo (en serbe cyrillique : Калуђерово; en hongrois : Szőlőshegy) est un village de Serbie situé dans la province autonome de Voïvodine. Il fait partie de la municipalité de Bela Crkva dans le district du Banat méridional. Au recensement de 2011, il comptait 92 habitants.
Kaluđerovo est mentionné pour la première en 1421.

## Démographie

### Évolution historique de la population
| 1948 | 1953 | 1961 | 1971 | 1981 | 1991 | 2002 | 2011 |
| ---- | ---- | ---- | ---- | ---- | ---- | ---- | ---- |
| 435  | 410  | 348  | 249  | 200  | 170  | 132  | 92   |

|  |